# Androne di Alessandria
Androne di Alessandria (in greco antico: Ἄνδρων?, Ándron; Alessandria d'Egitto, ... – ...) è stato uno scrittore greco antico.
Ateneo (IV, 184 B) gli attribuisce un'opera intitolata Χρονικὰ.